# Teatro de la crueldad

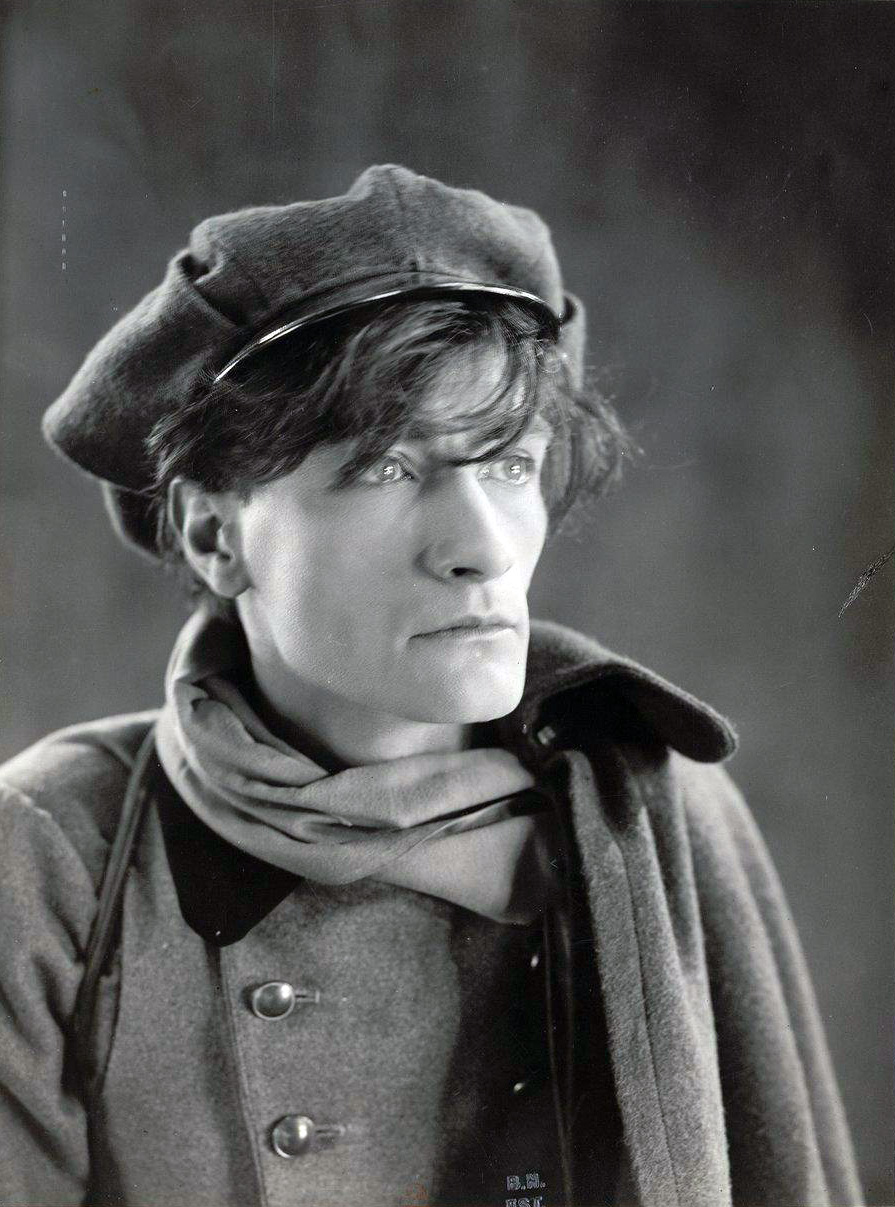
Retrato de Antonin Artaud.

El teatro de la crueldad es un conjunto de teorías teatrales expuestas por Antonin Artaud en su ensayo El teatro y su doble (Le théâtre et son double) (1938).
Según Artaud, la principal función del teatro consiste en despertar fuerzas dormidas en el espectador enfrentándole a sus conflictos más acuciantes, sus anhelos y sus obsesiones. Para lograr este choque, el diálogo queda relegado a un segundo plano y se enfatiza, como en el teatro asiático, el lenguaje gestual, los efectos de sonido y luces, y el decorado.
La única puesta en escena en la que Artaud puso en práctica sus ideas fue su montaje de Los Cenci en mayo de 1935, que no tuvo éxito.

## Influencias posteriores
Estas ideas han dado lugar a diversas propuestas muy diferentes entre sí. Algunas tendencias [¿cuál?] interpretan el teatro de la crueldad como una obra que toque las fibras íntimas del público por el mero deslumbramiento y ritualización del espectáculo teatral, en el cual se explotan al máximo sus posibilidades físicas y visuales.[cita requerida]
Las teorías de Artaud tuvieron una profunda influencia sobre el teatro occidental a partir de los años 1960, en particular en los montajes del Living Theater de Nueva York y de Grotowski que se oponían a la visión tradicional del teatro como divertimiento. Entre los más importantes autores influidos por el teatro de la crueldad están: Peter Weiss, Fernando Arrabal, David Mamet, Martin McDonagh y en menor medida, Harold Pinter.
Otra tendencia, más radical, plantea que se deben golpear sentimientos primarios del espectador mediante escenas violentas y chocantes para captar su atención (un claro exponente de esta tendencia, conocida en inglés como "In-yer-face" —"en tu cara"—, es el británico Martin McDonagh, célebre por sus obras de violencia y sadismo). Esta aplicación extrema de las ideas de Artaud ha ocasionado polémicas sobre el valor estético de la tendencia (que se considera que desvirtúa la idea original), ya que un público traumatizado se preocupa más por el golpe emocional que por la trama misma.